# 國土創成
國土創成（こくどそうせい）は、東京都港区に本拠を置く政治団体で、各指定暴力団の幹部が加盟し、組織の資金調達を互助し合っていた。参加組織は、山口組、稲川会、住吉会、極東会の若手が集っていた。

## 略歴
初代会頭・大嵜慧龍は五代目山口組系後藤組の本部付であったが、2006年に除籍し、2008年に後藤組が解散すると、南州一家に移籍し、舎弟となり、二代目國土創成発足に伴い、大慧社と名称を変更した。

## 歴代会頭
- 初代 - 大嵜慧龍（後藤組本部付、良知組若頭補佐、沖縄旭琉会南州一家舎弟。）
- 二代目 - 上城恵三成明

## 最高幹部
- 初代会頭 - 大嵜慧龍
- 初代総本部長 - 金村剛弘
- 初代組織委員長 - 清水大志
- 初代渉外委員長 - 尚儀

- 二代目会頭 - 上城恵三成明